# デイブ・レジェノ
デイブ・レジェノ（Dave Legeno, 本名：David Murray、1963年10月12日 - 2014年7月6日）は、イギリスの俳優。ロンドン・メリルボーン出身。
『ハリー・ポッターシリーズ』の狼人間フェンリール・グレイバック役で知られた。ボクシング経験を持ち、総合格闘技団体「Cage Rage」の選手としても活躍した。
2014年7月6日頃、アメリカ合衆国・カリフォルニア州デスヴァレー国立公園内でハイキング中に死亡しているのが発見された。50歳。熱中症が原因とみられる。

## 主な出演作品
- スナッチ Snatch (2000)
- バットマン ビギンズ Batman Begins (2005)
- アレックス・ライダー Stormbreaker (2006)
- 必殺処刑人 Outlaw (2007)
- エリザベス:ゴールデン・エイジ Elizabeth: The Golden Age (2007)
- ハリー・ポッターと謎のプリンス Harry Potter and the Half-Blood Prince (2009)
- レッド・コマンダー Command Performance (2009) ※日本劇場未公開
- センチュリオン Centurion (2010)
- グランド・エセックス・コネクション Bonded by Blood (2010) ※日本劇場未公開
- ハリー・ポッターと死の秘宝 PART1 Harry Potter and the Deathly Hallows - Part 1 (2010)
- ハリー・ポッターと死の秘宝 PART2 Harry Potter and the Deathly Hallows - Part 2 (2011)
- ザ・インシデント The Incident (2011)
- 大いなる遺産 Great Expectations (2011) 全3回のテレビミニシリーズ
- ボルジア 欲望の系譜 Borgia (2011-2014) ※テレビシリーズ
- 推理作家ポー 最期の5日間 The Raven (2012)
- スノーホワイト Snow White and the Huntsman (2012)
- バトルフィールド Sword of Vengeance (2015)
- ラスト・ナイツ Last Knights (2015)